# Battle of Los Angeles
Battle of Los Angeles è un film del 2011 diretto da Mark Atkins. 
Pellicola di produzione statunitense, mockbuster del film World Invasion.

## Trama
Nel gennaio 1942 le forze statunitensi ingaggiarono un oggetto volante non identificato vicino a Los Angeles. Quasi 70 anni dopo, gli invasori alieni sono tornati.